# لوتوو
لوتوو (به آلمانی: Lütow) یک شهر در آلمان است که در Am Peenestrom واقع شده‌است. لوتوو ۳۷۱ نفر جمعیت دارد.